# Il re
Il re és una òpera en tres quadres actes composta per Umberto Giordano sobre un llibret italià de Giovacchino Forzano. S'estrenà al Teatro alla Scala de Milà el 12 de gener de 1929. L'espectacle va ser reeixit "ple, càlid i alegre."
Inusual per a una òpera del segle xx, Il re va ser escrita específicament per a ser cantada per Toti Dal Monte, una soprano de coloratura de la vella escola. Dal Monte va realitzar el treball diverses vegades durant la seva carrera, però després del seu retir, l'òpera va caure ràpidament en l'oblit. Al desembre de 1949, Arturo Toscanini, que havia portat a terme l'estrena mundial de l'òpera, va enregistrar el curt Dance of the Moor en un concert televisat amb l'Orquestra Simfònica de la NBC.